# Полетанович, Марко
Ма́рко Полета́нович (серб. Марко Полетановић; 20 июля 1993, Нови-Сад, Союзная Республика Югославия) — сербский футболист, полузащитник клуба «Войводина».

## Клубная карьера
Воспитанник «Войводины». В 2011 году был отдан в аренду в «Цемент» из Беочина, выступавший в третьем по силе футбольном дивизионе Сербии. Проведя за полгода 11 игр и отличившись один раз, Полетанович возвратился в клуб из Нови-Сада и вскоре дебютировал за основной состав во встрече с «Радничками» из Крагуеваца. В сезоне 2011/12 Марко сыграл 12 матчей. 26 июля 2012 года Полетанович провёл свою первую игру в еврокубках, выйдя в стартовом составе матча квалификации Лиги Европы против литовской «Судувы». 26 октября 2013 полузащитник отметился первым забитым мячом за «Войводину», открыв счёт во встрече с ОФК. В составе клуба из Нови-Сада стал обладателем кубка Сербии 2013/14, отыграв 60 минут в финальной встрече с «Ягодиной». Во встрече 8 тура сезона 2014/15 провёл дебютную игру в качестве капитана «Войводины». 21 января 2015 года было объявлено о трансфере Полетановича в бельгийский «Гент». Игрок подписал контракт сроком на три с половиной года. 25 января Поетанович провёл первую игру в Лиге Жюпиле.
12 января 2016 года был отдан в аренду до конца сезона 2015/16 клубу «Зюлте-Варегем». В августе 2017 подписал контракт с клубом российской премьер-лиги «Тосно».

## Карьера в сборной
Выступал за юношеские сборные Сербии до 17 и до 19 лет. Был включён в заявку сборной Сербии на юношеский чемпионат Европы в Эстонии. На турнире принял участие во всех трёх матчах своей команды.

## Достижения
«Войводина»
- Обладатель Кубка Сербии: 2013/14

«Тосно»
- Обладатель Кубка России: 2017/18